# 1812 Гилгамеш
1812 Гилгамеш (енгл. 1812 Gilgamesh) је астероид главног астероидног појаса. Приближан пречник астероида је 19,18 km,
а средња удаљеност астероида од Сунца износи 3,007 астрономских јединица (АЈ).
Инклинација (нагиб) орбите у односу на раван еклиптике је 10,261 степени, а орбитални период износи 1905,133 дана (5,215 година). Ексцентрицитет орбите астероида износи 0,081.
Апсолутна магнитуда астероида износи 11,30 а геометријски албедо 0,145.
Астероид је откривен 24. септембра 1960. године.